# Les Schtroumpfs (film)
Pour les articles homonymes, voir Schtroumpf (homonymie).
Série
Les Schtroumpfs 2
(2013)
Pour plus de détails, voir Fiche technique et Distribution.
Les Schtroumpfs (The Smurfs) est un film américain réalisé par Raja Gosnell et sorti en 2011. Mêlant prise de vues réelles et animation 3D, il adapte librement l'univers des Schtroumpfs, créé par Peyo. Il a donné lieu à une suite, Les Schtroumpfs 2 (2013).

## Synopsis
Tandis que les Schtroumpfs se préparent pour le festival de la Lune bleue, le Grand Schtroumpf perçoit dans son chaudron une vision du Schtroumpf maladroit essayant de rattraper une baguette magique alors que les autres Schtroumpfs sont enfermés dans des cages par Gargamel. Ne souhaitant pas que cette vision se réalise, le Grand Schtroumpf refuse de laisser sortir le Schtroumpf maladroit pour cueillir de la salsepareille, mais celui-ci désobéit et conduit, sans le vouloir, Gargamel et son chat Azrael jusqu'au village. Les Schtroumpfs, apeurés, fuient. Le Schtroumpf maladroit, suivi du Grand Schtroumpf, de la Schtroumpfette, du Schtroumpf à lunettes, du Schtroumpf grognon et du Schtroumpf téméraire, trouvent refuge sous une chute d'eau dont l'accès est interdit.
Le groupe est aspiré par un gigantesque vortex qui les mène tout droit dans la ville de New York. Suivis par Gargamel et Azraël, ils se retrouvent finalement dans l'appartement de Patrick et Grace Winslow, un couple dont la femme est enceinte. Après avoir mis les choses au point, les Winslow acceptent d'héberger les Schtroumpfs. Le lendemain, les Schtroumpfs suivent Patrick à son bureau, aux cosmétiques Anjelou, afin de trouver un « Étoileur » (un télescope) qui pourra les aider à rentrer chez eux. Pendant ce temps, après avoir extrait l'essence de Schtroumpf d'une mèche de cheveux de la Schtroumpfette, Gargamel arrive également à Anjelou Cosmetics et finit par être traité favorablement par le patron de Patrick, Odile, lorsqu'il utilise sa magie acquise sur sa mère âgée pour restaurer sa jeunesse. Après avoir reconnu Patrick, Gargamel le poursuit dans FAO Schwarz (là où les Schtroumpfs se sont rendus pour récupérer un Étoileur) et finit par être arrêté après avoir semé le désordre en essayant de capturer les Schtroumpfs, mais il peut s'échapper en utilisant un essaim de mouches. Le Grand Schtroumpf parvient à effectuer des calculs grâce aux étoiles pour pouvoir rentrer chez eux. Mais ils leur faut pour cela une formule magique. Patrick leur explique qu'il existe un ancien ouvrage à la bibliothèque, dans lequel il pourrait trouver cette fameuse formule. Les Schtroumpfs se précipitent à la bibliothèque et trouvent un ouvrage intitulé L’Histoire des Schtroumpfs du chercheur Peyo, contenant le sort pour rendre la Lune bleue. Mais ayant appris où ils se trouvaient, Gargamel accourt à son tour, trouve la baguette du dragon aperçue par le Grand Schtroumpf dans sa vision et y transfère sa magie, puis il capture le Grand Schtroumpf.
Les quatre autres Schtroumpfs courent rejoindre les Winslow pour leur raconter ce qui vient de se passer. Puis, tous se précipitent au château de Gargamel pour le combattre et libérer le Grand Schtroumpf. Pendant ce temps, le Schtroumpf à lunettes crée la potion magique lui permettant de passer par le portail, de retourner au village et de chercher d'autres Schtroumpfs. Gargamel est en train de torturer le Grand Schtroumpf pour augmenter la puissance de sa baguette avec l'essence du Schtroumpf jusqu’à ce qu’il entende un cri poussé par un Schtroumpf. Il se précipite alors dans la cour de son château et voit de nombreux Schtroumpfs armés jusqu'aux dents. Au même moment, la Schtroumpfette se débarrasse d'Azraël et délivre le Grand Schtroumpf. Tous deux sortent du château et voient Gargamel en train de capturer un à un les Schtroumpfs. Le Schtroumpf téméraire lui vole sa baguette magique qui lui échappe des mains très rapidement. Ainsi, exactement comme dans la vision du Grand Schtroumpf, le Schtroumpf maladroit bondit et tente de rattraper la baguette. Gargamel se précipite sur lui. D'un geste maladroit, le Schtroumpf maladroit envoie valser Gargamel à l'aide d'un sort jeté par la baguette. Gargamel s'écrase dans des poubelles et est percuté par un bus. Les Schtroumpfs utilisent à nouveau le vortex pour rentrer chez eux et font leurs adieux à Patrick et Grace. Plus tard, Patrick et Grace ont un petit garçon, qu'ils nomment Bleu pour honorer les Schtroumpfs, qui reconstruisent leur village dans le style New Yorkais.
Par la suite, Gargamel se réveille et apprend que lui et Azraël sont toujours dans la ville de New York.

## Fiche technique
- Titre original : The Smurfs
- Titre français : Les Schtroumpfs
- Réalisation : Raja Gosnell
- Scénario : J. David Stem et David N. Weiss, d'après les personnages créés par Peyo
- Direction artistique : Chris Shriver, Christian Wintter
- Décors : Bill Boes
- Costumes : Rita Ryack
- Photographie : Phil Meheux
- Montage : Sabrina Plisco
- Musique : Heitor Pereira
- Production : Jordan Kerner ; Ben Haber et Paul Neesan (délégués)
- Sociétés de production : Columbia Pictures, Kerner Entertainment Company et Sony Pictures Animation
- Sociétés de distribution : Sony Pictures Releasing France[1]
- Budget : 110 000 000 $
- Pays de production :  États-Unis
- Langue originale : anglais
- Format : couleurs - 35 mm - 1,85:1 - SDDS / DTS / Dolby Digital
- Genre : comédie, fantasy et aventure
- Durée : 102 minutes
- Dates de sortie[2] :
  - États-Unis : 29 juillet 2011
  - Belgique et France : 3 août 2011

## Distribution
- Neil Patrick Harris (VF : Mathias Kozlowski ; VQ : François Godin) : Patrick Winslow
- Jayma Mays (VF : Julie Turin ; VQ : Catherine Bonneau) : Grace Winslow
- Hank Azaria (VF : Guillaume Lebon ; VQ : Carl Béchard) : Gargamel
- Sofía Vergara (VF : Emmanuelle Rivière) : Odile Anjelou
- Tim Gunn (VF : Patrick Béthune) : Henri
- La journaliste américaine Julie Chang fait une courte apparition dans laquelle elle interprète son propre rôle (journaliste TV)[3].

### Voix des personnages

#### Voix originales
- Jonathan Winters : le Grand Schtroumpf
- Anton Yelchin : le Schtroumpf maladroit
- Katy Perry : la Schtroumpfette
- Fred Armisen : le Schtroumpf à lunettes
- Alan Cumming : le Schtroumpf téméraire
- George Lopez : le Schtroumpf grognon
- Gary Basaraba : le Schtroumpf costaud
- John Oliver : le Schtroumpf coquet
- Paul Reubens : le Schtroumpf farceur
- Kenan Thompson : le Schtroumpf gourmand
- B. J. Novak : le Schtroumpf boulanger
- Jeff Foxworthy : le Schtroumpf bricoleur
- Wolfgang Puck : le Schtroumpf cuisinier
- Joel McCrary : le Schtroumpf paysan
- Tom Kane : le Schtroumpf narrateur
- John Kassir : le Schtroumpf zinzin
- Frank Welker : Azraël

#### Voix françaises
- Gérard Hernandez : le Grand Schtroumpf
- Vincent de Bouard : le Schtroumpf maladroit
- Béatrice Martin[4] (alias Cœur de pirate) : la Schtroumpfette
- Lorànt Deutsch[5] : le Schtroumpf à lunettes
- Marc Perez : le Schtroumpf téméraire
- Serge Biavan : le Schtroumpf grognon
- Jérémy Prévost : Schtroumpf farceur
- Laurent Morteau : le Schtroumpf bricoleur
- Jean-Claude Donda : le Schtroumpf narrateur
- John Kassir : le Schtroumpf zinzin
- Frank Welker : Azraël

#### Voix québécoises
- Vincent Davy : le Grand Schtroumpf
- Gabriel Lessard : le Schtroumpf maladroit
- Marie-Mai Bouchard[6] : la Schtroumpfette
- Xavier Dolan[7] : le Schtroumpf à lunettes
- Stéphane Rivard : le Schtroumpf téméraire
- Thiéry Dubé : le Schtroumpf grognon
- John Kassir : le Schtroumpf zinzin
- Frank Welker : Azraël

## Production
Après cinq années de négociations, Jordan Kerner achète les droits en 2002. Le scénario est développé par Paramount Pictures et Nickelodeon Movies jusqu'à ce que Columbia Pictures et Sony Pictures Animation rachètent les droits en 2008. Le tournage a débuté en mars 2010 à New York. Après avoir été retardé trois fois, le film est sorti le 29 juillet 2011.
La version japonaise du film utilise Hey! Say! JUMP "Magic Power" comme chanson thème. Quelques chanteurs étaient des doubleurs dans le doublage japonais.

## Sortie et accueil

### Promotion du film: le village bleu de Júzcar

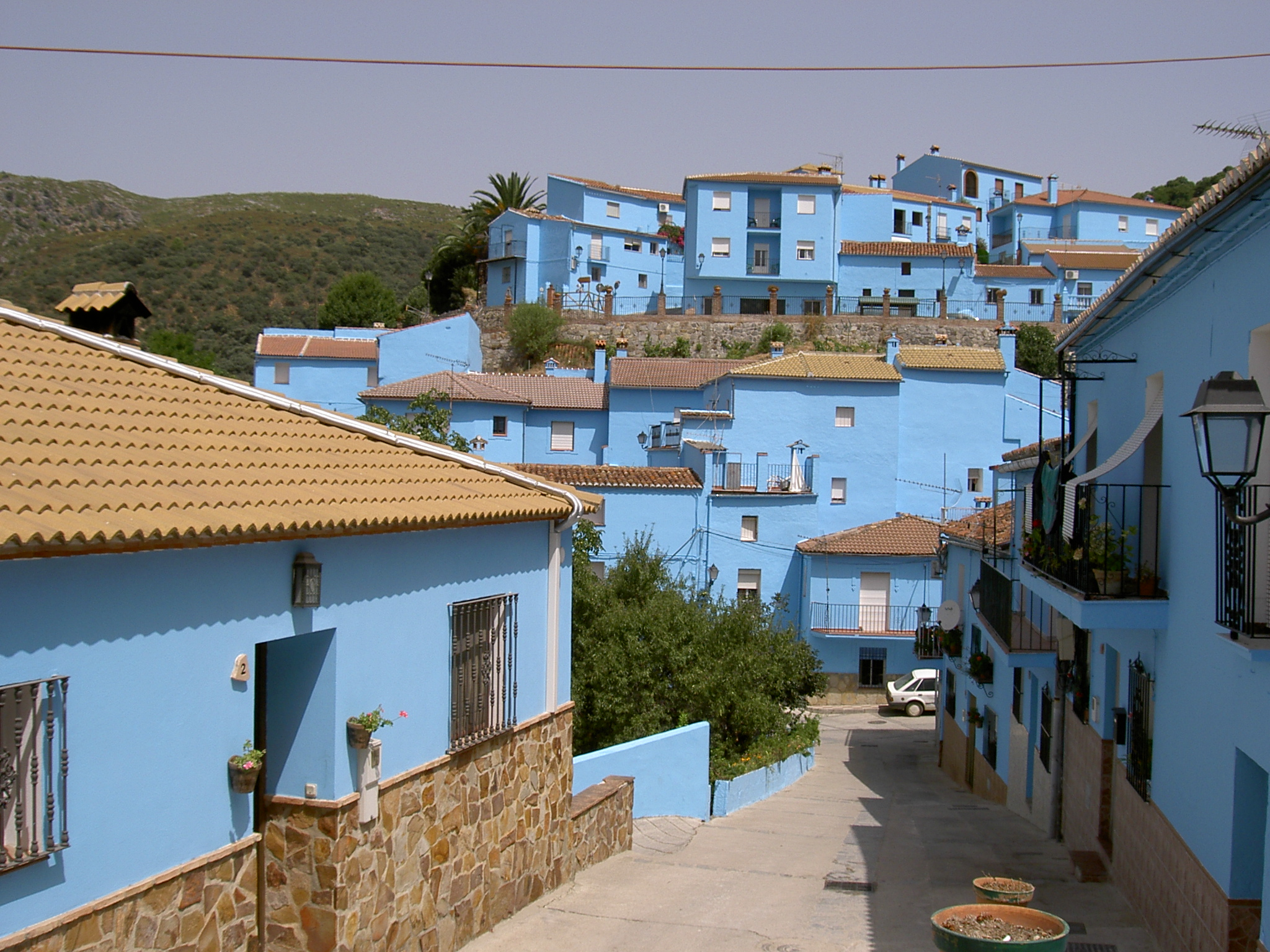

Pour la promotion du film, toutes les maisons du bourg de Júzcar, un « pueblo blanco » (« village blanc ») de la province espagnole de Malaga, qui étaient enduites de chaux, ont été peintes en bleu. Ceci devait être provisoire, mais les habitants ont décidé par référendum, devant l’afflux de touristes, de garder la couleur bleue. En effet, alors que le village n'avait attiré que 300 touristes en 2010, le village des « Pitufos » en a attiré 80 000 pendant les sept mois qui ont suivi la sortie du film. De nombreuses statues de schtroumpfs ont également été installées à l’occasion de la sortie du film, mais ont dû être retirées à cause d’un conflit concernant les droits d’auteur. De même, des fresques représentant des schtroumpfs ont dû être effacées.

### Accueil critique
Le film obtient dans l'ensemble des critiques négatives,. Sur le site de critiques Rotten Tomatoes, il obtient la note de 22 % d'opinions favorables pour 117 critiques. Sur Metacritic, il obtient une note moyenne de 30⁄100 pour 22 critiques.
En France, le film obtient une note moyenne de 2,6⁄5 sur le site Allociné, qui recense 9 titres de presse.

### Box-office
Le film s'est classé premier du box-office américain le jour de sa sortie avec 13 millions USD devant Cowboys et Envahisseurs pourtant sorti le même jour dans plus de salles.
- Mondial : 551 919 459 $

dont :
- États-Unis : 137 589 607 $
- Hors États-Unis : 414 800 000 $
- France : 2 749 918 entrées

## Suite etreboot
Une suite, Les Schtroumpfs 2 sort le 31 juillet 2013. Ensuite, les mêmes studios produisent un reboot : Les Schtroumpfs et le Village perdu, sorti en 2017.